# Pegeas

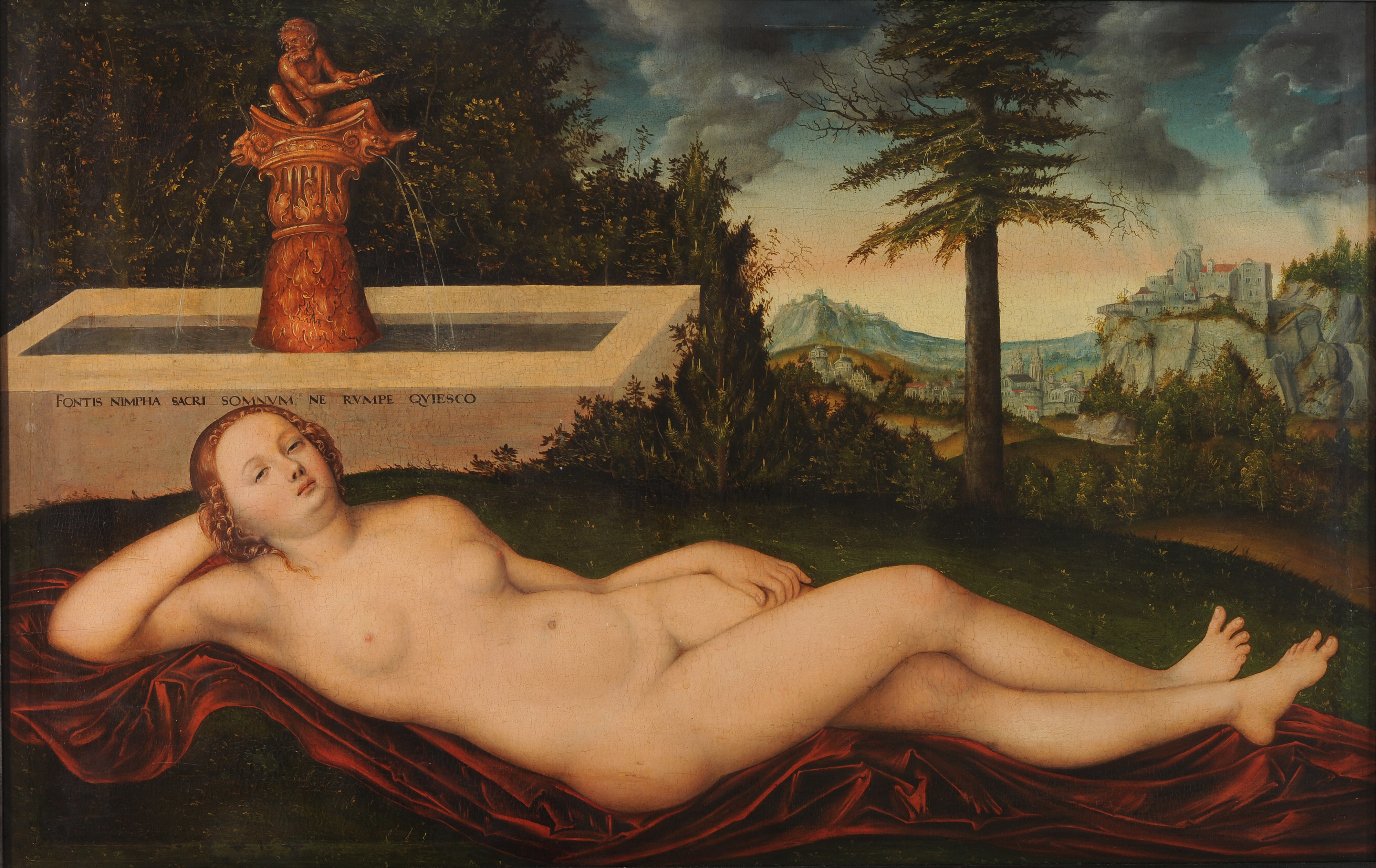
Pegea pintada por Lucas Cranach el Viejo.

En la mitología griega, las Pegeas (en griego Πηγαῖαι, de πηγή «fuente o pozo») son las ninfas fontanales que vivían en las cataratas y manantiales, y eran de la misma clase que las náyades. Otras ninfas de las fuentes son las creneas y las efidríades.

En los Himnos órficos:
Ninfas, que habitáis los recónditos cursos de agua de la tierra, de secretos pasos; que os movéis por las fuentes. Que cubiertas de rocío dejáis ligeras huellas en vuestra presurosa carrera, apareciendo y desapareciendo.
En Porfirio:
«Concedamos que la gruta en cuestión está consagrada a las ninfas en el ámbito de los poderes más parciales, las cuales por presidir manantiales y fuentes son llamadas por ello ninfas fontanales y náyades».
Varias de las ninfas que habitaban en la fuente del monte Pangeo fueron responsables del rapto de Hilas. Por otra parte, en la ciudad de Heraclea de Élide había un santuario de las ninfas de una fuente allí ubicada donde se decía que los que se bañaban se curaban de muchas enfermedades. Estas ninfas eran llamadas Jónides y el nombre de una de ellas era Pegea.
Se mencionan al menos dos ninfas fontanales: Casotis es la ninfa epónima de una fuente en Delfos y, en la mitología romana, también se menciona a Albunea, que vivía en los manantiales sulfurosos de Tibur.